# 켈리앤 콘웨이
켈리앤 콘웨이(Kellyanne Conway, 1967년 1월 20일 ~ )는 미국의 도널드 트럼프 정부 백악관 고문이다. 공화당 캠페인 매니저, 전략가, 여론 조사원으로도 활동했다. 여론 조사 회사 "/우먼트렌드"(/WomanTrend)의 사장이자 최고경영자이었다. CNN, 폭스 뉴스 채널 등 여러 방송에서 정치 평론가로도 활동했다.

## 2016년 대선

### 테드 크루즈 지지
콘웨이는 2001년부터 2008년까지 트럼프 월드타워에서 살며 콘도 이사회에 앉았기 때문에 2016년 대선 당시 도널드 트럼프와 수년간 교제해 왔다. 하지만 그녀는 2016년 공화당 대통령 예비선거에서 Ted Cruz를 지지했고, 사업가인 Robert Mercer의 자금 지원을 받은 Keep the Promise I라는 친크루즈 정치 행동 위원회의 의장을 담당하기도 하였다. 콘웨이 기구는 공화당 대선 후보 도널드 트럼프를 "극단적"이며 "보수적이지 않다"고 비판했다. 2016년 1월 25일 콘웨이는 "트럼프가 지명 과정에서 불쾌감을 느끼는 사람"이라고 비판했다. 콘웨이는 지난달 26일 "도널드 트럼프는 말 그대로 자신의 길을 가기 위해 트럼프를 불도저로 몰아붙였다"고 트럼프의 독재를 비판했다."
크루즈는 2016년 6월 중순 선거운동을 중단했고 콘웨이는 떠나기로 하였다.

### 트럼프 캠프 합류
2016년 7월 1일, 트럼프는 콘웨이를 대선 캠프 고위 자문위원으로 영입했다고 발표했다. 콘웨이는 트럼프에게 여성 유권자들에게 더 잘 어필할 수 있는 방법에 대해 조언할 것으로 예상된다. 8월 19일, 폴 매너포트의 사임 이후, 트럼프는 콘웨이를 선거운동의 세 번째 책임자로 임명했다. 그녀는 11월 8일 총선을 통해 10주 동안 이 직책을 수행했으며, 미국 대통령 선거를 성공적으로 운영한 최초의 여성이었으며, 공화당 총선을 운영한 최초의 여성이었다. 2016년 10월부터 Saturday Night Live에서 Conway를 풍자하고 있으며 Kate McKinnon이 이 역할을 맡았다. 콘웨이는 2017년 1월 인터뷰에서 "Kate McKinnon은 힐러리가 아닌 나를 통해 미래로 나아가는 길을 분명히 본다."는 자신의 입장을 밝혔다.

## 백악관 고문

### 취임식 난동
목격자들에 따르면 콘웨이는 트럼프 대통령이 취임한 지 불과 몇 시간 만에 턱시도를 입은 남성을 전용 취임 무도회에서 주먹으로 때린 것으로 알려졌다. 몸싸움을 끝내려는 시도로, 콘웨이는 두 남자 사이에 끼어들었지만, 그들은 싸움을 멈추지 않았고, 콘웨이는 적어도 주먹으로 그들 중 한 명의 얼굴을 세 번 주먹으로 때린 것으로 보인다.
무엇이 주먹다짐을 유발했는지는 분명하지 않고 트럼프 대변인은 답변 요청에 응하지 않았다.

### 마이클 플린 사임 이후 1주간의 인터뷰 불참
2017년 2월 13일 콘웨이는 마이클 플린 전 국가 안보 보좌관이 대통령의 "전적인 신뢰"를 받았다고 주장했지만 몇 시간 후, 플린은 사임하게 되었다. 다음날 콘웨이는 플린이 사임을 제안했다고 주장했지만 숀 스파이서 백악관 대변인은 트럼프가 플린에게 사임을 요구했다고 말했다. 그 후 Conway가 Spicer에 대한 부정적인 이야기를 언론에 유출했다고 보고되었다.
콘웨이는 플린에 대한 그녀의 발언이 너무 부정확했기 때문에 광범위한 비판을 받았다. 2017년 2월 15일, 워싱턴 포스트 칼럼니스트 제니퍼 루빈은 콘웨이가 향후 텔레비전 출연을 금지해야 한다고 말했다. "최근 조지 스테파노풀로스와 매트 라우어가 그녀를 우화 작가라고 부르며 그녀를 직접적으로 비난을 쏟아내기도 하였다. 루빈은 "그 모든 것을 고려해 볼 때, 어떤 뉴스 쇼가 그녀를 밖으로 내보내는 것은 무책임한 일이며, 이는 그녀가 정말로 어떤 순간에도 무슨 일이 일어나고 있는지 모른다는 것을 암시한다"고 썼다. 또한 2월 15일 MSNBC 뉴스 쇼 모닝 조는 공식적으로 그녀의 향후 출연을 금지했다. 이 쇼의 주 진행자 조 스카보로는 콘웨이가 쇼에서 제외되는 것을 금지하기로 한 결정은 그녀가 "루프 밖"이고 "주요 미팅에서 제외된 것"에 바탕을 두고 있다고 말했다. 그는 "그녀는 보고를 받지 않았다. 그녀는 단지 자신의 타당성을 증명하기 위해 TV 앞에 서려고 하는 말들을 하고 있을 뿐이다."고 밝혔다. 쇼의 공동 진행자인 미카 브제진스키는 "나는 가짜 뉴스나 사실이 아닌 정보는 믿지 않는다… 텔레비전에서 그녀를 볼 때마다 뭔가가 삐뚤어지거나 틀려요"라고 자신의 견해를 밝혔다.
플린의 발언 이후 일주일 동안 그녀는 어떤 텔레비전 쇼에도 출연하지 않았고 백악관이 콘웨이를 배제한 것으로 알려졌다. 사라 허커비 샌더스 백악관 대변인은 CNN머니와의 인터뷰에서 콘웨이는 주중에 많은 출연을 할 것이라고 밝혔고 콘웨이는 이날 저녁 폭스뉴스에 출연할 것이라고 말했다. 보수 정치 행동 회의 도중 해니티의 한 에피소드에 출연한 이후 일주일간의 TV 방송 불참이 마침내 끝이 났다.